# Muntura Kowa six
La muntura d'objectiu Kowa Six va ser desenvolupada el 1968 per Kowa per a les seves càmeres SLR modulars de format mitjà (6 x 6 cm, negatiu de 5.6 x 5.6 cm).
Al ser càmeres modulars, el visor és intercanviable i es poden usar diferents depenent de la necessitat.
La muntura té una distància de brida de 79mm i un diàmetre intern de 61mm.
Les càmeres amb aquesta muntura compten amb un factor de multiplicació d'aproximadament 0.55. Relació entre la diagonal del marc de referència (format de 35 mm) i la diagonal del sensor d'imatge en qüestió (Kowa Six): {\displaystyle {\dfrac {\sqrt {(24mm)^{2}+(36mm)^{2}}}{\sqrt {(56mm)^{2}+(56mm)^{2}}}}\approx 0.536}

## Esquema de noms de les càmeres amb muntura Kowa Six
| Model         | Any  |
| ------------- | ---- |
| Kowa Six      | 1968 |
| Kowa Six MM   | 1972 |
| Kowa Super 66 | 1974 |

La Kowa Six i la Six MM, a diferència dels models de Hasselblad o Bronica, la pel·lícula no s'introdueix en un xassís intercanviable sinó en el propi cos: la pel·lícula segueix un camí en "L".

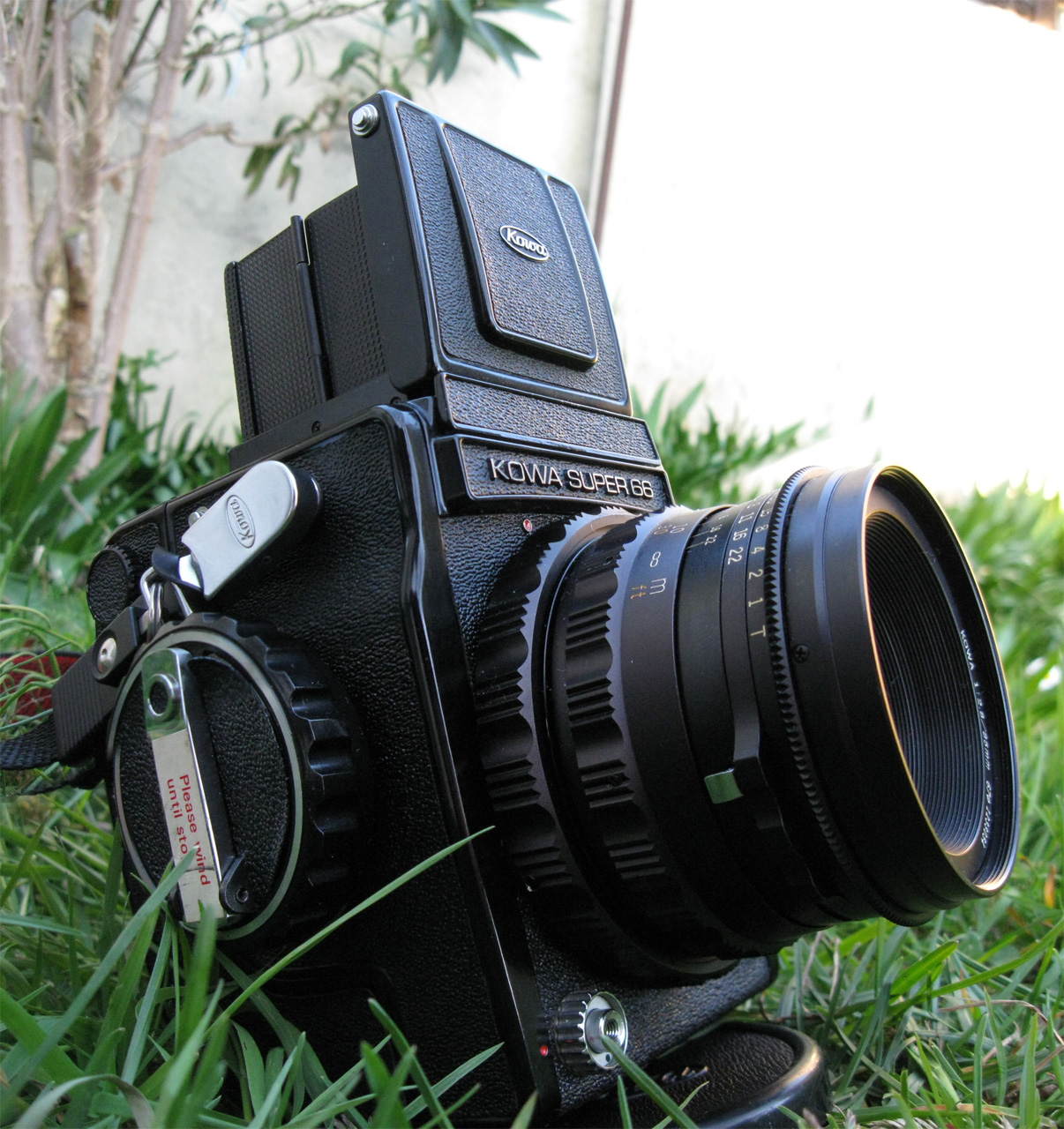
Kowa Super 66 + 85mm f/2.8

La Kowa Six MM és un model millorat, el qual permet exposicions múltiples i afegeix un bloqueig de mirall. Aquesta va ser seguida per la Super 66, que té el xassís de pel·lícula desmuntable. En aquesta càmera es podien usar tres xassís diferents:
- 12/24: Format de 56 x 56 mm. Es poden fer 12 fotos en pel·lícula de 120 o 24 en pel·lícula de 220
- 16/32: Format 42 x 56 mm. Es poden fer 16 fotos en pel·lícula de 120 o 32 en pel·lícula de 220
- Polaroid: Accepta els paquets de polaroid de 105, 107 i 108 per fotografia instantània

Aquestes càmeres incorporen un obturador de fulles Seiko SLV #0 de deu velocitats de precisió. L'obturador metàl·lic entre les lents ofereix velocitats d'1 a 1/500 de segon més "T", amb sincronització completa per a flaix electrònic.

## Objectius
Les Kowa Six són compatibles amb els següents objectius, els quals tenen focals des de 19mm (ull de peix) fins a 500mm (teleobjectiu):
| Distància focal | Obertura | Any  | Distància mínima d'enfocament | Diametre de filtre |
| --------------- | -------- | ---- | ----------------------------- | ------------------ |
| 19mm            | 4.5      | 1970 | 0.40m                         | -                  |
| 35mm            | 4.5      | 1970 | 0.40m                         | 95mm               |
| 40mm            | 4.0      | 1970 | 0.40m                         | 95mm               |
| 55mm            | 3.5      | 1968 | 0.50m                         | 86mm               |
| 55mm II         | 3.5      | -    | 0.50m                         | 67mm               |
| 85mm            | 2.8      | 1968 | 0.80m                         | 67mm               |
| 110mm           | 5.6      | 1970 | 0.80m                         | 67mm               |
| 150mm           | 3.5      | 1968 | 1.50m                         | 77mm               |
| 150mm II        | 3.5      | -    | 1.50m                         | 67mm               |
| 200mm           | 4.5      | -    | 2.50m                         | 67mm               |
| 250mm           | 5.6      | -    | 4.00m                         | 67mm               |
| 500mm           | 8.0      | 1970 | 8.00m                         | 95mm               |

Kowa també constava en el seu catàleg d'un extensor de distància focal de 2x. Aquest, és compatible amb el 150mm, 200mm, 250mm i el 500mm, multiplicant la focal per dos, i perdent dos passos de llum.
En el catàleg també hi havia un adaptador per microscopi, que permet realitzar micrografia amb qualsevol microscopi estàndard tipus T2 (32 mm).